# 山城谷一揆
山城谷一揆（やましろだにいっき）は、1842年（天保12年）に徳島藩領阿波国三好郡山城谷（現徳島県三好市山代地区の白川谷川流域以北）で起こった百姓一揆である。
組頭庄屋（他藩の大庄屋に相当）の深川弥五右衛門の助言により、百姓の有志631名が今治藩領伊予国宇摩郡上山村（現愛媛県四国中央市新宮町上山）へと逃散した。
今治藩主松平勝道の積極的な関与により交渉を経て徳島藩に要求を認めさせることに成功した。

## 背景
豊臣政権下、各藩は民衆の団結を禁じ、藩主への不平不満を制圧し、民間の武器を押収した。これらに違反する者は密告され、連座で違反者の親子、親族、近隣、村役人まで有罪となった。
蜂須賀氏の入国後は安定した世が続き、藩主や藩士は次第に税収不相応の贅沢をするようになった。その結果、藩の財政は悪化し、百姓への租税は重くなり汚職が横行していた。
さらに天保年間には異常気象により不作が続いたため、山間地の多い三好郡にあっては百姓は生活に極めて困窮した。徳島藩では、1839年（天保9年）以降は各村の組頭庄屋が煙草の増税策に協力するようになり、これが百姓の不満を買っていた。しかし既に民衆は無力化されており、1741年（寛保元年）に定められた『御定書百箇条』により強訴あるいは一揆は首謀者の死罪に終わることがほとんどであった。
当時の徳島藩は一揆の際には百姓との約束を破るのが常であった。三好郡では文化3年に芝生村（現三好市三野町芝生）と勢力村（現三好市三野町勢力）の百姓が丸亀藩領（現香川県）へ租税の減免を求めて逃散したが、最後の詰めが甘く、説得に応じて帰村すると約束は破られ首謀者と庄屋が処罰された。
山城谷と国境を挟む伊予国宇摩郡上山村は中世頃に山城谷側から人家が広がった。両村には親類が多く、経済や文化の結び付きが強かった。1795年（寛政7年）、不正を働いた庄屋を再任した今治藩に抗議して上山村の村民が逃散して来た際には山城谷大月の村民が受け入れて世話をした。
ちなみに、上山村と川之江、山城谷と池田（現三好市池田地区の中心部）および祖谷山は山や河川で隔てられており、市内交流が盛んになった今日でも文化や方言は両村ほどは近似していない。

## 経緯

### 強訴の同調者増加、逃散へ作戦変更
天保12年、年貢の支払い時期を前にして山間部の百姓は生活できなくなり、村役人を通じて三好郡代に年貢の低減を願い出た。しかし聞き入れて貰えず、集落ごとに集会を開いて年貢と諸税を低減する方法を探るようになった。
山城谷頼広の丞作は池田の郡代所に強訴することを主張し、村内に同調者が増えていった。頼広に隣接する山城谷黒川の深川弥五右衛門は郡代から組頭庄屋を任される身でありながら百姓の良き理解者であり、山城谷の村民から信頼される人物であった。深川弥五右衛門は丞作らの動きを知ると、強訴ではなく伊予国に逃散して今治藩の力を借りるよう説得した。

### 伊予国上山へ逃散
1842年1月15日（天保12年12月4日）夜、山城谷から百姓の有志631名が大雨の中を今治藩領伊予国宇摩郡上山村へ逃散した。上山の村民は山城谷の百姓を安楽寺へ案内し手厚く労わった。この件はすぐに三島陣屋へ伝わり、1月16日（旧暦12月5日）には三島代官の使いとして宇摩郡妻鳥村（現四国中央市妻鳥町）の大庄屋井川善兵衛が話を聞きに来た。井川善兵衛が三島代官に報告すると、三島代官は今治城へ急行した。また三島陣屋の役人が山城谷茂地の国境に関所を設けて、百姓を保護する体制を取った。
池田陣屋からは三好郡東山（現東みよし町東山）の庄屋大西喜惣左衛門と三好郡州津（現三好市池田町州津）の来代仁右衛門が郡代の使いとして安楽寺に来たが、今治藩の役人は性急な交渉を断った。このように山城谷の百姓は今治藩の保護下に置かれ、上山村民からは手厚いもてなしを受けていた。

### 今治藩主の関与、徳島藩との交渉
1月19日（旧暦12月8日）、今治藩主松平勝道は使いを送り、三好郡代に対して「貴藩内、山城谷村民苛政に堪えずして、わが領内に逃れ来たるにより、帰村すべき旨説論したが、村民は切にわが領内に留まりたいと嘆願してやまず、誠に同情に堪えない。貴藩において村民の願意を採用し、民をして生業を楽しませ、かつ今回の事件に関係している村民を特赦して一人の罪人も出すことなく結末ができたならば山城谷村民のみの幸福ではない。もし貴藩で右の用意がないのであれば、やむを得ず当今治藩は山城谷村民の願意を容れて、同村をわが領に加え在来の人民同様に撫育するにやぶさかでない」と表明した。
これにより、この一揆は徳島藩の政治問題となった。問題が幕府に聞こえて蜂須賀家の失政が明らかとなれば、武家諸法度により重大な処分を避けられないからである。徳島藩は書状の内容に驚いて、今治藩に対して内々に処理して貰えるように懇願した。
1月20日（旧暦12月9日）、上山村に入った百姓は各集落ごとに代表を決め、代表が空き家に集まって徳島藩への要求事項を調整した。そして17箇条の要求を記すと今治藩の役人に差し出して、世話人が項目ごとに詳しい事情を説明した。
1月21日（旧暦12月10日）、徳島藩から井上喜代左衛門、嶋田亀左衛門、三好郡加茂村（現東みよし町）の庄屋三木六右衛門が上山村に入り、今治藩からは井川太郎左衛門と宇摩郡半田村（現四国中央市金田町半田）の庄屋矢野紋十郎が交渉にあたった。交渉は口上書に基いて行われ、今治藩は徳島藩に終始明確な回答を求めた。また、国境まで村を出掛かって引き返したことにする代わりに一人たりとも罪に問わないよう井上喜代左衛門に迫り、井上喜代左衛門はこれを承知した。

### 山城谷へ無事に帰村
1月29日（旧暦12月18日）、百姓は今治藩の役人に付き添われて山城谷へ戻った。郷士大野薫八の屋敷で郡代の話を聞いて握り飯を受け取ると各々の家へ帰宅した。
大野薫八の屋敷には、今治藩からは郡奉行堀江七太夫、小玉儀右衛門、三島代官松原源太夫など約15名、徳島藩からは郡代高木眞之助、三間勝蔵、三好郡・美馬郡の組頭庄屋など30名以上が集まり最後の話し合いが持たれた。交渉の結果を文書で回答することと、これまでの決定事項の確認が行われた。

### 不満爆発、上郡一揆へ
1月30日（旧暦12月19日）、郡代は山城谷の年寄を集めて、年貢の低減を伝えた。年末が迫っていることもあり、諸税については年が明けて知らせることになった。しかし、上山村で聞いた年貢と帰村後に郡代から伝えられた年貢が異なるという不満の声が高まっていった。
2月13日（天保13年1月4日）、郡代が伝えた年貢と煙草を組頭庄屋が取り締まることに対する不満を理由に山城谷白川の堂場に百姓約200人が集まり、煙草裁判役の組頭庄屋を打ち壊すべく、三好郡西山村（現三好市池田町西山）の川人政左衛門と三好郡佐野村（現三好市池田町佐野）の唐津忠左衛門の屋敷へ二手に分かれて向かう動きがあった。この動きは藩士や郷士の説得により収まったが、組頭庄屋を打ち壊す動きは三好郡全域、美馬郡、阿波郡、麻植郡へと広がる大規模なものとなり（上郡一揆）、徳島藩は農村政策を改めざるを得なくなった。

### 三好郡代からの回答
騒動が拡大する中、3月1日（天保13年1月20日）に山城谷で郡代の高木眞之助と三間勝蔵が百姓の代表に3通の済口書（回答書）を手渡した。済口書には、天保12年の山城谷一揆の要求を全て認めること、煙草裁判役を罷免することなどが記載されていた。
百姓の代表は、回答内容を確実に実行させるため、両郡代に記名と捺印をさせた。これで深川弥五右衛門の目論見通り、犠牲者を出さずに目的を果たすことに成功した。

### 首謀者の処罰
しかし、一連の騒動が収まると、徳島藩は各地の首謀者を捕らえて処罰した。三好郡内で数十名が徳島城下へ送られ、死罪3名、他の者は入牢か追放を命じられた。
2月13日（旧暦1月4日）の山城谷白川に始まった騒動も、郡代と井上喜代左衛門が出向いて大野薫八の屋敷で取り調べが行われた。さらに、この機会を利用して1842年（天保12年）の山城谷一揆に関係した村民までも取り調べた。
7月初めごろ（旧暦5月下旬）に、1842年（天保12年）の一揆に関して32名を徳島城下へ呼び出し、厳しい取り調べが行われた。山城谷の者は申し合わせをしており、厳しい取調べに対しても首謀者を白状しなかった。困り果てた役人は既に5月に天然痘で死亡していた丞作が首謀者であったことにして事件を終結させるよう百姓に持ちかけたそうである。
結局、打首1名（病死の丞作）、入牢17名、町屋追込10名、追放5名という処分が下った。藩の農政に協力する組頭庄屋でありながら百姓に助言した深川弥五右衛門も追放されることとなった。
2月13日（旧暦1月4日）の軽率な動きが無ければ、山城谷一揆で処罰される者はいなかった可能性が高いと考えられている。

## 主な要求事項
- 年貢を米麦の現物納付にするか米切手を買って納付するか選べること。相場の変動で百姓が迷惑しないこと
- 食用の麦を他国と融通すること
- 天保9年[いつ?]以降に煙草裁判役の組頭庄屋へ払っている煙草に関する税金や手数料を免除すること
- コウゾ、漆、蜂蜜、蝋実の自由な売買
- 竹木を生えたままの状態で売ること
- 牛馬の売買
- 鍋釜、鍬の先などを自家用として調達すること
- 実綿を自家用として調達すること
- 諸奉行の出張滞在費を民衆に負担させないこと。
- 藩士（西宇氏・大黒氏）の所領で、無給の仕事や年貢によって百姓が迷惑しないこと